# آیرا نیوبورن
آیرا نیوبورن (انگلیسی: Ira Newborn) موسیقی‌دان و آهنگساز اهل ایالات متحده آمریکا است.
وی دانش‌آموختهٔ رشته موسیقی در دانشگاه نیویورک است و هم‌اکنون در همین دانشگاه، استاد تمام‌وقت است.

## گزیدهٔ آثار
- پاساژگردها (۱۹۹۵)
- ایس ونچورا: کارآگاه حیوانات (۱۹۹۴)
- روز تعطیل فریس بولر (۱۹۸۶)
- شانزده شمع (۱۹۸۴)
- زانادو (۱۹۸۰)